# Gymnocalycium chiquitanum
Gymnocalycium chiquitanum ist eine Pflanzenart in der Gattung Gymnocalycium aus der Familie der Kakteengewächse (Cactaceae). Das Artepitheton chiquitanum verweist auf das Vorkommen der Art in der  bolivianischen Provinz Chiquitos.

## Beschreibung
Gymnocalycium chiquitanum wächst meist einzeln mit graugrünen bis hellgrünen, abgeflacht kugelförmigen und manchmal rot überlaufenden Trieben, die bei Durchmessern von 6 bis 9 Zentimetern Wuchshöhen von 2 bis 4 Zentimeter oder mehr erreichen. Die sechs bis sieben Rippen besitzen auffällige kinnartige Vorsprünge. Der manchmal vorhandene Mitteldorn ist 1,5 bis 2 Zentimetern lang. Die fünf bis neun zurückgebogenen Randdornen sind gelblich braun bis grau und besitzen eine dunklere Spitze. Sie sind 1 bis 2,5 Zentimeter lang.
Die lilarosafarbenen, manchmal weißen oder lachsfarbenen Blüten sind 5 bis 7 Zentimeter lang und weisen einen ebensolchen Durchmesser auf. Die dunkel bläulichpurpurfarbenen Früchte sind spindelförmig und bis zu 2 Zentimeter lang.

## Verbreitung, Systematik und Gefährdung
Gymnocalycium chiquitanum ist im bolivianischen Departamento Santa Cruz in Höhenlagen von 800 bis 1200 Metern verbreitet.
Die Erstbeschreibung erfolgte 1963 durch Martín Cárdenas.
In der Roten Liste gefährdeter Arten der IUCN wird die Art als „Data Deficient (DD)“, d. h. mit keinen ausreichenden Daten geführt.

## Nachweise